# Municipio de Asunción Tlacolulita
El Municipio de Asunción Tlacolulita es uno de los 570 municipios en que se encuentra dividido el estado mexicano de Oaxaca, se localiza en el Distrito de Yautepec, dentro de la Región Sierra Sur. Su cabecera es el pueblo de Asunción Tlacolulita. Cuenta con una extensión territorial de 244.96 km², lo cual representa el 0.3% del territorio del estado. Según el II Conteo de Población y Vivienda de 2005, el municipio tenía 699 habitantes. Su cabecera es la localidad de Asunción Tlacolulita.

## Descripción geográfica

### Ubicación
Asunción Tlacolulita se encuentra en la Región Sierra Sur del estado de Oaxaca y en el Distrito de Yautepec. Se localiza al suroeste del estado, entre las coordenadas 16º 18’ de latitud norte y 95° 43’ longitud oeste, a una altitud de 450 metros sobre el nivel del mar.
El municipio colinda al este con el municipio de Santa María Ecatepec, al oeste con el municipio de Magdalena Tequisistlán y al sur con el municipio de San Pedro Huamelula.

### Orografía e hidrografía
Sus elevaciones principales son los cerros de Agua, Amarillo, Tabloncillo, San Pedro Potrerillo, Preñada, y cerro Calandria. Sus suelos se formaron en el período mesozoico, su uso principalmente es forestal y agrícola. El municipio pertenece a la región hidrológica Costa Chica-Río Verde. Sus recursos hidrológicos son proporcionados por los ríos Luneta, Tlacolulita y Camarón.

### Clima
El clima del municipio es tropical con escasas lluvias en verano, y sin cambio térmico invernal bien definido. La temperatura media anual es de 26°C, con máxima de 29.7 °C y mínima de 11.4 °C. El régimen de lluvias se registra entre los meses de junio y agosto, contando con una precipitación media de los 712.8 milímetros.

## Flora y fauna

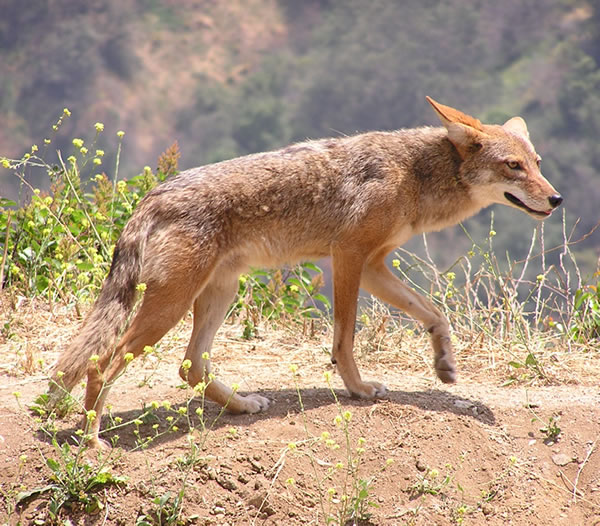
El coyote habita en el municipio.

La flora del municipio está compuesta por especies de: caoba, ocote, guayacan, cedro, roble, gunacaxtle, grisiña; árboles frutales como: ciruelas, aguacate, tamarindo, limón, mango, chicozapote y papaya; plantas comestibles como: chile, cilantro, calabaza, rábanos, fríjol y cebolla.
La fauna silvestre del municipio la componen especies de: tigrillos, leoncillo, coyote, culebras, jabalí, zorro, iguana, alacrán, arañas; así como una amplia variedad de peces como: sardina, bagre, mojarra y anguilas.

## Cultura

### Sitios de interés
- Museo municipal.
- Cerro la preñada,tipingo,amarillo y san pedro
- Río Tlacolulita
- Casa de cultura
- Piedra pintada
- Llano de santo

### Fiestas
Fiestas civiles
- Aniversario de la Independencia de México: 16 de septiembre.
- Aniversario de la Revolución mexicana: El 20 de noviembre.

Fiestas religiosas
- Semana Santa
- Día de la Santa Cruz: 3 de mayo.
- Fiesta en honor a la Virgen de la Asunción: del 1 al 18 de agosto.
- Fiesta en honor de la Virgen de Guadalupe: 12 de diciembre.
- Día de Muertos: 2 de noviembre.
- Navidad: del 24 al 26 de diciembre.

## Política

### Representación legislativa
Para la elección de diputados locales al Congreso de Oaxaca y de diputados federales a la Cámara de Diputados federal, Asunción Tlacolulita se encuentra integrado en los siguientes distritos electorales:
Local:
- IV Distrito Electoral Local de Oaxaca con cabecera en Tlacolula de Matamoros.

Federal:
- V Distrito Electoral Federal de Oaxaca con cabecera en Santo Domingo Tehuantepec.[9]